# Junil a les terres dels bàrbars
Junil a les terres dels bàrbars és una novel·la de l'autor perpinyanès Joan-Lluís Lluís. Va ser publicada per l'editorial Club Editor l'any 2021. Ha sigut guanyadora de nombrosos premis com el Premi Òmnium 2021 a millor novel·la de l'any.
La trama tracta sobre Junil i els esclaus que l'acompanyen durant quatre estacions per alguns territoris de l'imperi romà. Joan-Lluís Lluís aprofita el llarg viatge per tractar les diferències entre les llengües de cada territori, així com la intercomprensió entre parlants de diferents comunitats lingüístiques, la traducció i la importància de l'escriptura.
Malgrat ser una obra de gran succés, tant de crítica com de vendes, l'autor ha confirmat que no té planejada una segona part. Ha estat traduïda al francès i al castellà.

## Argument
Ambientada durant els primers anys del cristianisme a l'imperi romà, la protagonista d'aquesta història és Junil, una enamorada de la poesia i la lectura, la qual després de viure molts d'anys patint la crueltat del seu pare fa un complot per aconseguir el seu assassinat. Un cop realitzat, escapa de la ciutat de Nyala junt amb tres esclaus a la recerca del país dels alans, atès que viuen sense esclaus, així com trobar el poeta Ovidi.

## Premis
L'obra ha estat guanyadora de diversos premis com són per exemple el Premi Òmnium 2021 a millor novel·la de l'any, el Premi Crexells 2022 o el Premi Setè Cel 2022.